# Gyeyang-gu

Gyeyang-gu es un distrito en Incheon, Corea del Sur.
Gyeyang-gu bordea Bupyeong-gu, al sur, Seo-gu, al oeste, Gangseo-gu, Bucheon y la ciudad de Seúl, al este, y Gochonmyeon ciudad de Gimpo hacia el norte. El primer registro histórico de Gyeyang-gu se remonta al reino Goguryeo en 470 dC bajo el nombre de Jubuto-gun. Su nombre se cambió a Bupyeong-Dohobu en 1413 AD. Más tarde fue denominada Gyeyang-myeon bajo Buk-gu, Incheon en 1989. Bupyeong-gu, Gyeyang-gu y Seo-gu fueron formados fuera de esta sala. Seo-gu se separó en 1988, y ambos Gyeyang-gu, y Bupyeong-gu se formó en 1995.